# Rijksweg 60
Rijksweg 60 is een voormalige rijksweg met een lengte van 19,2 kilometer. Hij was gelegen tussen de A58 bij Kruiningen en de Belgische grens bij Kapellebrug, zuidelijk van Hulst. De rijksweg bestond uit twee gedeelten, een deel op Zuid-Beveland en een deel in Zeeuws-Vlaanderen, die van elkaar werden gescheiden door de Westerschelde. Door middel van een veerpont stonden deze twee delen met elkaar in verbinding.
Als gevolg van de openstelling van de Westerscheldetunnel in 2003 werd de veerverbinding tussen Kruiningen en Perkpolder opgeheven. Daardoor raakte een groot gedeelte van de rijksweg in onbruik en werd de N60 ingekort, zodat deze vanaf toen alleen nog liep tussen Terhole, waar de weg de N61 kruiste, en de Belgische grens. Het gedeelte naar de voormalige veerhaven van Perkpolder was gedeeltelijk voorzien van gescheiden rijbanen en een ongelijkvloerse aansluiting. In de jaren '70 was er immers het plan om een snelweg aan te leggen die tot de Belgische stad Bergen zou lopen.
In 2007 is de gehele rijksweg overgedragen aan de provincie. De weg is tussen de Belgische grens en Terhole onderdeel geworden van de provinciale weg N290, evenals de N61. Tussen Terhole en Perkpolder is de weg omgenummerd naar N689.
Tussen 1957 en 1978 was de weg als N98 genummerd.